# Paradigma do grupo mínimo
O paradigma de grupo mínimo é uma metodologia empregada na psicologia social.  Embora possa ser usado para uma variedade de propósitos, é mais conhecido como um método para investigar as condições mínimas exigidas para que a discriminação ocorra entre os grupos.  Experiências usando essa abordagem revelaram que até mesmo distinções arbitrárias entre grupos, tais como preferências por certas pinturas ou a cor de suas camisas, podem desencadear uma tendência de favorecer o próprio grupo em detrimento de outros, mesmo quando significa sacrificar o ganho em grupo

## Metodologia
Embora existam algumas variações, o experimento original do grupo mínimo consiste em duas fases.  Na primeira fase, os participantes são divididos aleatoriamente e anonimamente em dois grupos (por exemplo, "Grupo A" e "Grupo B"), ostensivamente com base em critérios triviais (por exemplo, preferência por pinturas ou o lançamento de uma moeda).  Às vezes, esses participantes são estranhos um ao outro.  Na segunda fase, os participantes participam de uma tarefa de distribuição de recursos não relacionada à anterior.  Durante esta tarefa, os participantes distribuem um recurso (por exemplo, dinheiro ou pontos) entre outros participantes que são identificados apenas pelo número de código e associação de grupo (por exemplo, "participante número 34 do Grupo A").  Os participantes são informados de que, após a conclusão da tarefa, eles receberão o valor total do recurso que lhes foi alocado pelos outros participantes.
O principal objetivo dos procedimentos no paradigma de grupo mínimo é excluir influências diretas ou "objetivas" da situação. No contexto do favoritismo em grupo, o anonimato das identidades pessoais dos participantes exclui a influência do favoritismo interpessoal. A omissão do "eu" como receptor na tarefa de distribuição de recursos exclui a influência do interesse próprio pessoal direto. A ausência de qualquer ligação entre o ganho total do grupo e o ganho individual exclui a influência da concorrência realista. Finalmente, a ausência de hierarquias de status intergrupais, juntamente com a trivialidade e o conteúdo social mínimo dos grupos, exclui a influência da discriminação normativa ou consensual.

## Desenvolvimento
Henri Tajfel e seus colegas originalmente desenvolveram o paradigma de grupo mínimo no início dos anos 70 como parte de sua tentativa de entender a base psicológica da discriminação intergrupal. A intenção de Tajfel era criar grupos com o mínimo de significado possível e depois acrescentar significado para descobrir em que ponto a discriminação ocorreria.  A descoberta surpreendente foi que, mesmo nas condições de grupo mais mínimas, ocorreram respostas favoráveis ao grupo interno.  Embora Tajfel e colegas originalmente tenham explicado a mínima discriminação de grupo em termos de uma norma genérica para competição social que existe em todas as sociedades, essa explicação foi mais tarde considerada “desinteressante” e não oferecendo qualquer poder preditivo ou explicativo real. Tajfel desenvolveu a explicação motivacional da teoria da identidade social. Na teoria da identidade social, acredita-se que as pessoas atribuem mais pontos ao seu próprio grupo do que ao grupo externo no paradigma de grupo mínimo, porque, nessas circunstâncias, o favoritismo em grupo é a única maneira de alcançar uma distinção positiva.